# Ella Gross
Ella McKenzie Gross, dite Ella, née le 1er décembre 2008 à Los Angeles, est une chanteuse, mannequin et actrice américano-sud-coréenne et membres du groupe de Meovv.
Elle est surtout connue comme mannequin pour H&M, Levi's et GAP.

## Biographie

### Jeunesse et formation
Née à Los Angeles d'une mère sud-coréenne et d'un père germano-américain. Elle a un petit frère. Enfant, elle apprend le ballet et les arts martiaux mixtes.
Père de Gross, ancien procureur militaire, il est envoyé en Corée du Sud entre-temps. Mère de Gross est actuellement avocate, mais ancienne mannequin pour des vêtements pour enfants.

### Carrière professionnelle
Accompagnée de sa mère, elle posé pour Zara, H&M, Levi's, GAP, Fendi et Tommy Hilfiger,.
En juillet 2018, elle signe avec The Black Label et elle produite à Saitama Super Arena et New York Fashion Week.
Le 22 août 2024, The Black Label révélé qu'elle était le premier membre du groupe Meovv.

### Philanthropie
Elle discute activement des sujets du changement climatique et de la guerre en Ukraine sur ses comptes de réseaux sociaux. Elle également fait partie d'un jury de juges du Haut-Commissariat des Nations Unies pour les réfugiés.

## Filmographie

### Cinéma
- 2019 : Malibu The Movie : Sasha Gossard
- 2020 : Malibu Rescue: The Next Wave : Sasha Gossard

### Télévision
- 2018 : Heathers : Betty (jeune)
- 2019 : Malibu Rescue : Sasha Gossard
- 2019 : Teachers : Julie
- 2020 : Star Trek: Picard : Soji (jeune)